# Ronde van Spanje 2020/Derde etappe
De derde etappe van de Ronde van Spanje 2020 werd verreden op 22 oktober tussen Lodosa en La Laguna Nega de Vinuesa. 
| Lodosa – La Laguna Nega de Vinuesa (163,8 km) |                     |                        |          |
| Plaats                                        | Naam                | Ploeg                  | Tijd     |
| 1                                             | Daniel Martin       | Israel Start-Up Nation | 4u27'49" |
| 2                                             | Primož Roglič       | Team Jumbo-Visma       | z.t.     |
| 3                                             | Richard Carapaz     | Team INEOS Grenadiers  | z.t.     |
| 4                                             | Wout Poels          | Bahrain McLaren        | + 4"     |
| 5                                             | Aleksandr Vlasov    | Astana Pro Team        | + 7"     |
| 6                                             | Enric Mas           | Movistar Team          | + 9"     |
| 7                                             | Felix Großschartner | BORA-hansgrohe         | + 12"    |
| 8                                             | Hugh Carthy         | EF Education First     | z.t.     |
| 9                                             | Sepp Kuss           | Team Jumbo-Visma       | z.t.     |
| 10                                            | Clément Champoussin | AG2R La Mondiale       | + 24"    |
|                                               |                     |                        |          |
| 44                                            | Kobe Goossens       | Lotto Soudal           | + 2'12"  |

| Algemeen klassement |                     |                        |           |
| Plaats              | Naam                | Ploeg                  | Tijd      |
| Rode trui           | Primož Roglič       | Team Jumbo-Visma       | 12u37'24" |
| 2                   | Daniel Martin       | Israel Start-Up Nation | + 5"      |
| 3                   | Richard Carapaz     | Team INEOS Grenadiers  | + 13"     |
| 4                   | Enric Mas           | Movistar Team          | + 32"     |
| 5                   | Hugh Carthy         | EF Education First     | + 38"     |
| 6                   | Sepp Kuss           | Team Jumbo-Visma       | + 44"     |
| 7                   | Felix Großschartner | BORA-hansgrohe         | + 1'17"   |
| 8                   | Esteban Chaves      | Mitchelton-Scott       | + 1'29"   |
| 9                   | Marc Soler          | Movistar Team          | + 1'55"   |
| 10                  | George Bennett      | Team Jumbo-Visma       | + 1'57"   |
|                     |                     |                        |           |
| 17                  | Wout Poels          | Bahrain McLaren        | + 3'13"   |
| 29                  | Kobe Goossens       | Lotto Soudal           | + 12'18"  |

## Opgaves
- Matej Mohorič (Bahrain McLaren): Niet gestart vanwege een gebroken schouderblad
- Thibaut Pinot (Groupama-FDJ): Niet gestart

1e etappe ·
2e etappe ·
3e etappe ·
4e etappe ·
5e etappe ·
6e etappe ·
7e etappe ·
8e etappe ·
9e etappe ·
10e etappe ·
11e etappe ·
12e etappe ·
13e etappe ·
14e etappe ·
15e etappe ·
16e etappe ·
17e etappe ·
18e etappe
Startlijst · Eindstanden · Afbeeldingen